# Семиотика культуры
Семиотика культуры (греч. σημειωτική "семиотика" ) — это раздел семиотики, который представляет культуру в виде системы знаков и текстов. Под текстом в данном случае подразумеваются не только рукописи или письменные материалы, но и любые предметы или артефакты, несущие информацию. Сама культура состоит из семиотических механизмов, которые способны изменять сохранившиеся знаки и тексты, циркулировать их, а также создавать новые знаковые системы и информацию.

## История появления
Термин «семиотика» происходит от греческого «σῆμα», то есть знак. Само понятие пришло из Древней Греции, где философы, такие как, например, стоики, создавали теорию знаков, откуда и получилось название «семиотика». Культура здесь выступает как генератор структурности, и этим она создаёт вокруг человека социальную сферу.
Понятие семиотики культуры приходит к нам в XX веке благодаря Ю. М. Лотману. Вместе с коллегами и учениками он создал новое научное направление — семиотику культуры, где культурные феномены анализируются как тексты (знаковые системы). Лотман и его коллеги с позиций семиотики рассматривают культуру как единое целое.
По мнению Лотмана, культура — это унаследованная информация, которую человеческие общества накапливают, сохраняют и передают дальше.
Понятие «текст» Лотман описывал, как нечто фундаментальное в семиотике, что ему и помогло перейти к семиотическому анализу сегментов культуры. Лотман говорил о культуре, как о большом тексте, в котором присутствует невидимая глазу система правил «языка». Исходя из этого, существуют «коды», знание которых позволяет существовать в рамках общества, поскольку есть определённый культурный язык, под который подстраивается любое действие или любой акт поведения общества.

## Лингвистическое направление
Лингвистическое направление было введено лингвистом Фердинандом де Соссюром, благодаря которому также родились основы семиотики. В своей работе «Курс общей лингвистики» (1916) он называет семиотику наукой, изучающей жизнь знаков в рамках жизни общества. Согласно Соссюру, произвольно выбранные знаки — это и есть слова. То, что отображается в знаке, Соссюр назвал «обозначаемым», а акустический образ знака — «обозначающим». Соссюр противопоставлял два термина (а значит и два подхода) «диахрония» и «синхрония». Синхронично все, что относится к статическому аспекту нашей науки, диахронично все, что касается эволюции. Соссюр разделил два понятия «язык» и «речь» и на основе этого сделал вывод, что лингвистика должна входить в семиологию, как в науку.

## Критика
Касательно лингвистического направления, основные семиологические идеи Соссюра зачастую подвергались отрицанию. Однако Соссюр не ставил задачу формирования основ семиологии. Он лишь заявил о возможности и необходимости общей науки о знаках, а главные его теоретические достижения служили всё-таки задачам лингвистики, но не семиологии. Тем не менее он хотел, чтобы семиотика стала частью наук. Одним из его критиков был Даниель Чендлер, который писал: «В наихудшем варианте, то что сходит за „семиотический анализ“, представляет собой не более, чем претенциозную форму литературного критицизма, основанного просто на субъективной интерпретации и высокопарных утверждениях. Подобные перекосы заработали семиотике незавидную репутацию в некоторых кругах, как последнее прибежище академических шарлатанов. Критика структуралистской семиотики привела к тому, что некоторые теоретики вовсе ушли из семиотики, в то время как другие пытаются наделить её новыми качествами». Семиотика культуры часто является предметом критики в связи с некой империалистичностью. Многие семиотики воспринимают эту область, как универсальную, то есть благодаря которой можно рассмотреть, затронуть и проанализировать любую дисциплину, в том числе и культуру. Даниель Чендлер так не считал: «Семиотические подходы делают постановку одних вопросов более простой, чем других: сами подходы не проливают света на то, как люди в конкретных социальных контекстах в действительности интерпретируют тексты разных сред».